# Floris Braat
Floris Braat (Eindhoven, 29 september 1979) is een Nederlandse slalomkanoër.
Braat vertegenwoordigde Nederland op de Olympische Zomerspelen van 2004 in Athene waar hij een zeventiende plaats behaalde in de halve finale bij de k1-slalom voor heren.